# Cal Rossinyol (Castellar de la Ribera)
Cal Rossinyol és una petita masia del segle xvii (de les que a la contrada es denominen casetes) del poble de Castellar de la Ribera
Està situada a 637 metres d'altitud i a poc més d'un centenar de m. (vo) al SW del nucli de Castellar, just a l'altre costat de la carretera de Solsona a Bassella.